# Civil Rights Act of 1964
De Civil Rights Act van 1964 (Pub.L. 88-352, 78 Stat. 241, in werking getreden op 2 juli 1964) was een mijlpaal in de wetgeving van de Verenigde Staten die de belangrijkste vormen van discriminatie van Afro-Amerikanen en vrouwen verbood, met inbegrip van rassensegregatie. De wet maakte een einde aan de ongelijke eisen voor kiezersregistratie en aan rassenscheiding op scholen, op het werk en door publieke diensten.

## Geschiedenis
De eerste grote stap vooruit in de gelijke behandeling van de zwarte bevolking in de VS vond plaats terwijl de Amerikaanse Burgeroorlog in alle hevigheid voortraasde. Op 1 januari 1863 liet president Abraham Lincoln de Emancipation Proclamation uitvaardigen. Dit was een maatregel waarin Lincoln zijn macht als president ten tijde van oorlog gebruikte om alle slaven in de veroverde staten met onmiddellijke ingang in vrijheid te stellen. Enkele maanden voor de overgave van de Confederatie kwam op 31 januari 1865 het 13de amendement door het Congres waarin slavernij verboden werd in elke Amerikaanse staat. Het 14de en 15de amendement, geratificeerd in 1868 en 1870, stelt o.a. de gelijke behandeling in het rechtssysteem vast en geeft aan elke mannelijke burger, ongeacht kleur, het recht om te stemmen.
Echter, in 1877 kwam ook een einde aan de Reconstruction waarmee het bestuur in de zuidelijke staten weer volledig in zuidelijke handen kwam. Deze staten voerden al snel de zogenaamde Jim Crow-wetten in. Een verzameling wetten gebaseerd op rassenscheiding en discriminatie. Stemrecht voor de zwarte man bleek een illusie. Obscure lokale wetgeving, intimidatie en geweld droegen hier sterk aan bij.
Op 28 augustus 1955 werd Emmett Till gelyncht. Zijn moeder Mamie Till stond erop dat de kist geopend zou worden om het verminkte lichaam van haar zoon te tonen. Het leidde tot grote opschudding en woede binnen de zwarte gemeenschap. Het bleek een keerpunt in de demonstraties van de zwarte Amerikaanse burgerrechtenbeweging.
In de winter van 1955 weigert een vrouw, Rosa Parks, om haar plaats in de bus af te staan aan een blanke man, nadat ze op een demonstratie was geweest over de moord op Emmett Till. Haar arrestatie leidde tot de succesvolle Montgomery-busboycot onder leiding van dominee Martin Luther King. De lont die al zo lang heeft gebrand, dreigt nu op te raken. In diverse Amerikaanse steden ontstaan rellen en burgers komen in opstand voor hun rechten. De de facto rassenscheiding in de noordelijke staten en de de jure rassenscheiding in de zuidelijke staten van de Verenigde Staten is nu, mede onder invloed van deze burgerrechtenbeweging, zo sterk in het bewustzijn van het grote publiek doorgedrongen, dat ze door geen van de politieke partijen meer genegeerd kon worden. Zowel de Democratische als de Republikeinse Partij verklaarden rassendiscriminatie en vooroordelen te willen beëindigen. De Democratische kandidaat John F. Kennedy maakte het duidelijkst kenbaar aan de kant van de zwarte bevolking te staan, o.a. door de vrijlating van Martin Luther King uit de gevangenis in Atlanta. Deze was gearresteerd wegens het houden van een sit-in.
Martin Luther King hield zijn "I have a dream" speech, een vurig pleidooi voor de gelijke behandeling van ieder individu.
George Wallace, de gouverneur van Alabama, weigerde op 11 juni 1963 met de Stand in the Schoolhouse Door twee zwarte studenten de toegang tot de University of Alabama, een openbare universiteit in Tuscaloosa. President Kennedy greep dit aan om zich op 11 juni 1963 diezelfde avond met een televisietoespraak tot het Amerikaanse volk te richten en zich achter de strijd voor gelijke rechten te scharen. Nog diezelfde maand presenteerde hij een uitgebreid wetsvoorstel aangaande burgerrechten aan het Amerikaans Congres. Ondanks zijn inspanningen lukte het Kennedy niet een meerderheid te overtuigen.
Het was echter Kennedy's opvolger Lyndon B. Johnson die besloot de pogingen om de wet door het parlement te krijgen door te zetten (Kennedy werd in november 1963 vermoord). Bij de behandeling van de wet in de Senaat begon een groep van 18 zuidelijke Democraten én 1 zuidelijke Republikein -The Southern Block- een filibuster die uiteindelijk 57 dagen heeft geduurd. Hier blokkeerden zij de Senaat door non-stop te spreken over hoe schandalig de wet wel niet was. President Johnson ondertekende de Civil Rights Act op 2 juli 1964.
De Civil Rights Act verbeterde de situatie van de zwarte bevolking aanzienlijk, maar hief de discriminatie van de Afro-Amerikaanse kiezer niet op. Daartoe nam president Johnson op 6 augustus 1965, met goedkeuring van het Congres, de Voting Rights Act aan.
Martin Luther King was aanwezig bij het tekenen van de Civil Rights Act en werd voor zijn inspanningen voor de realisatie ervan geëerd met de Nobelprijs voor de Vrede.

## Politieke repercussies

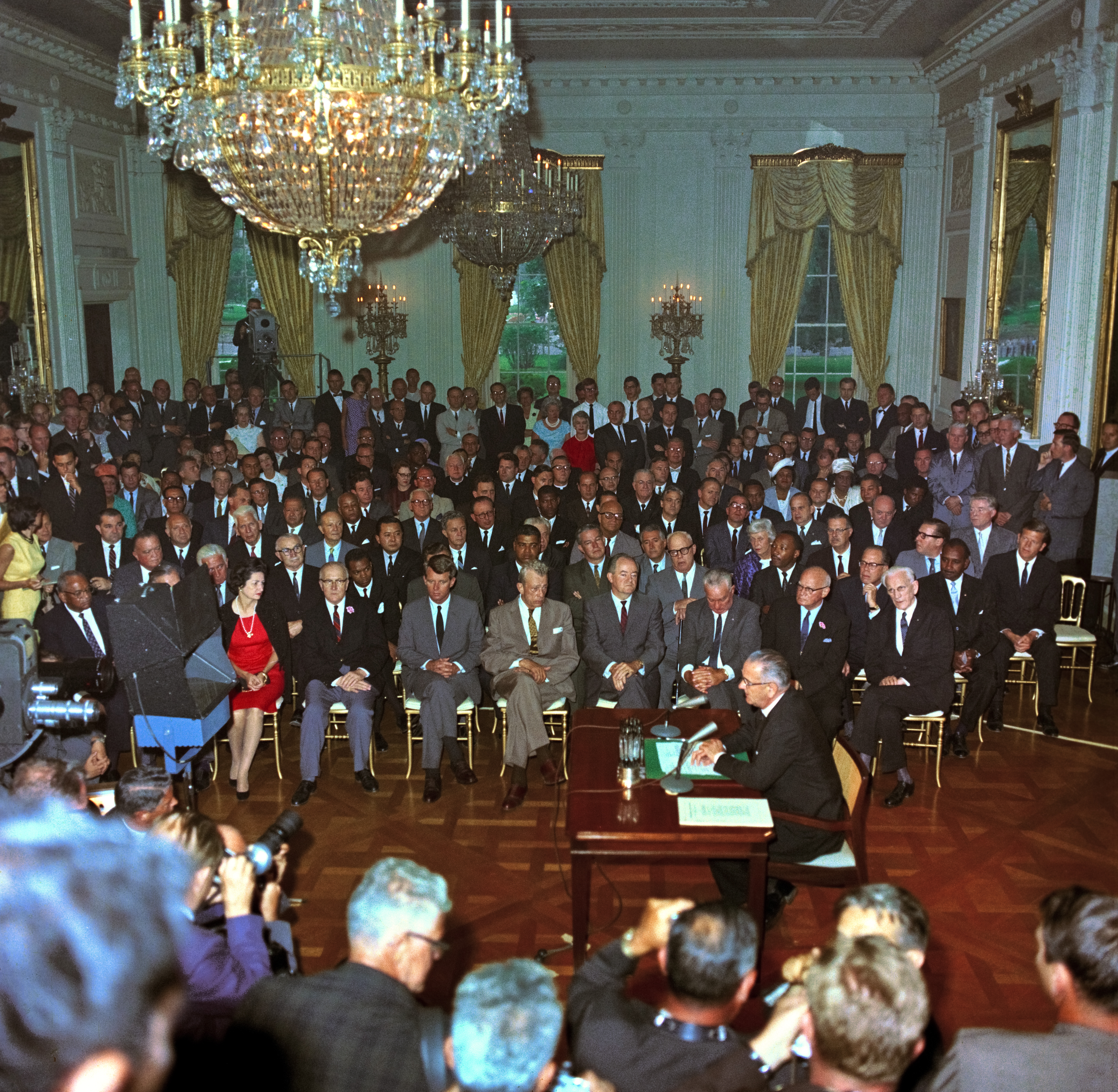
President Johnson richt zich tot de camera bij de ondertekening van de Civil Rights Act.

De wet verdeelde en veroorzaakte een langdurige verandering in de demografische steun van de twee grootste Amerikaanse politieke partijen. President Johnson realiseerde zich dat het steunen van deze wet zou kunnen leiden tot het verlies van de overweldigende steun voor de Democratische Partij in het Zuiden. Zowel minister van Justitie Robert Kennedy als vicepresident Johnson hadden zich ingezet voor de introductie van burgerrechtenwetgeving. Johnson zou tegen Ted Sorensen, een stafmedewerker van Kennedy, hebben gezegd: "I know the risks are great and we might lose the South, but those sorts of states may be lost anyway." ("Ik weet dat het risico groot is en we mogelijk het Zuiden verliezen, maar dat soort staten zijn we mogelijk al kwijt.") Senator Richard Russell jr. waarschuwde later president Johnson dat zijn sterke steun voor de burgerrechtenwet "will not only cost you the South, it will cost you the election" ("niet enkel jou het Zuiden zal kosten, het zal je de verkiezing kosten"). Johnson zou echter de verkiezingen van 1964 met een van de grootste stembusoverwinningen in de Amerikaanse geschiedenis winnen. Het Zuiden, waar vijf staten overgingen naar de Republikeinen in 1964, werd tegen de jaren 90 van de 20e eeuw een bastion van de Republikeinen.
Hoewel een meerderheid binnen beide partijen voor de wet stemde, waren er enkele opvallende uitzonderingen. Hoewel hij tegenstander was van gedwongen segregatie, stemde Republikeins senator Barry Goldwater van Arizona tegen deze wet, met de opmerking: "You can't legislate morality." ("Je kan moraliteit niet bij wet regelen") Goldwater had voorgaande pogingen om burgerrechtenwetgeving erdoor te krijgen gesteund in 1957 en 1960 alsook het vierentwintigste amendement van de grondwet van de Verenigde Staten dat het hoofdgeld afschafte. Hij verklaarde dat de reden voor zijn oppositie tegen de wet van 1964 kwam omwille van "Title II" van deze wet, die in zijn opinie individuele vrijheid en rechten van de staten schond. De meeste Democraten uit de Zuidelijke staten verzetten zich tegen de wet en voerden een onsuccesvolle 83 dagen durende filibustercampagne, onder wie senatoren Albert Gore sr. (D-TN) en J. William Fulbright (D-AR), alsook senator Robert Byrd (D-WV), die persoonlijk 14 uur aan een stuk zou filibusteren.